# جامعة كاليفورنيا (سانتا باربرا)
جامعة كاليفورنيا في سانتا باربرا (بالإنجليزية: University of California, Santa Barbara، وتعرف اختصارًا باسم UC Santa Barbara أو UCSB) هي جامعة بحثية عامة في الولايات المتحدة، وهي واحدة من الفروع العشرة التي تشكل منظومة جامعة كاليفورنيا. مقر الجامعة مدينة غوليتا التي تقع على بعد 8 أميال (13 كيلومترًا) من مدينة سانتا باربرا بولاية كاليفورنيا وعلى بعد 100 ميل (160 كيلومترًا) شمال غرب لوس أنجلوس.
تأسست الجامعة سنة 1891 كمدرسة مستقلة لتأهيل المعلمين، ثم انضمت سنة 1944 إلى منظومة جامعة كاليفورنيا، وتعد ثالث أقدم فرع تابع لهذه المنظومة.
تنتظم الدراسة في جامعة كاليفورنيا في سانتا باربرا في 5 كليات تمنح 87 درجة جامعية أولى و55 درجة للدراسات العليا. وتحتل سانتا باربرا المرتبة الخامسة بين جامعات منظومة جامعة كاليفورنيا في عدد الطلبة، حيث يدرس بها 22,225 طالب بالمرحلة الجامعية الأولى و560 طالب بالدراسات العليا.

## وصلات خارجية
- الموقع الرسمي